# Vilho Kekkonen
Vilho Kekkonen (21 de febrero de 1909 – 20 de octubre de 2014) fue un cantante y compositor finlandés. Fallecido a los 105 años de edad, fue el tenor de mayor edad en actuar en el mundo.

## Biografía
Nacido en Karttula, Finlandia, Kekkonen se graduó como cantante y organista en 1941, haciéndose profesor de música a partir de 1945. Formando musicalmente también en Suiza y en Austria, Kekkonen dio su primer concierto en 1949, actuando a lo largo de su carrera en países como Suecia, Alemania y Estados Unidos. Fue miembro fundador del coro Suomen Kanttorikuoro, y trabajó como profesor de canto en el Conservatorio de Jyväskylä y en el Conservatorio Keski-Suomen en 1950–1963 y 1972–1978. Entre sus alumnos figura Hannu Hovi.
Además de su carrera como cantante, Kekkonen actuó en varias producciones cinematográficas y compuso música instrumental y canciones.
Vilho Kekkonen falleció en Jyväskylä en 2014.

## Premios y reconocimientos
- 1953 : Título de Director cantus
- 1963 : Premio de la Fundación Cultural Finlandesa
- 1967 : Caballero de la Orden del León de Finlandia
- 1983 : Medalla al mérito de plata de la Asociación de Escuelas de Música
- 1987 : Miembro honorario de la asociación Kanttoriurkuriyhdistyksen